# Angela Salloker
Angela Salloker (* 5. März 1913 in Moschganzen bei Pettau; † 3. Jänner 2006 in Graz) war eine österreichische Schauspielerin.

## Leben

### Bühne
Bereits im Alter von 15 Jahren gab die in der Steiermark geborene Angela Salloker als Hannele in Hanneles Himmelfahrt (nach Gerhart Hauptmann) am Schauspielhaus Graz ihr Bühnendebüt. Im selben Jahr begann sie ebendort einen dreijährigen Schauspielunterricht bei Lori Weiser und erhielt ihr erstes festes Bühnenengagement.
Von 1935 bis 1938 nahm sie in Berlin bei Margaret Langen Unterricht in Stimmbildung.
In den Folgejahren spielte Angela Salloker an zahlreichen bedeutenden deutschsprachigen Bühnen, u. a. in Breslau, München (Bayerisches Staatstheater), Salzburg, Berlin (Deutsches Theater unter Hilpert), Wien (u. a. Burgtheater, Theater in der Josefstadt), Konstanz (Deutsches Theater unter Hilpert), Zürich, Kassel (Hessisches Staatstheater), Göttingen und gab zudem Gastspiele bei den Heidelberger, den Salzburger sowie den Bad Hersfelder Festspielen.

### Film
Obwohl Angela Salloker ihren künstlerischen Schwerpunkt zeitlebens auf das Theater legte, konnte sie auch als Schauspielerin in Film und Fernsehen Erfolge feiern. 1934 gab sie an der Seite von Albert Florath in Der schwarze Walfisch ihr Filmdebüt und spielte in Hohe Schule neben Paul Henreid und Hans Moser. Nur ein Jahr später erhielt sie als Jeanne d’Arc die Titelrolle im aufwendig produzierten Historienepos Das Mädchen Johanna neben Kollegen wie Gustaf Gründgens, Heinrich George und René Deltgen. Der Film wurde allerdings nach 1945 wegen allzu deutlicher Parallelen zum Nationalsozialismus verboten. Sie spielte 1936 im Drama Mädchenpensionat, 1937 neben Emil Jannings und Elisabeth Flickenschildt in einer Adaption des zerbrochnen Kruges von Heinrich von Kleist, und 1939 neben Paul Dahlke in Die Hochzeitsreise.
Während des Zweiten Weltkrieges hatte sich Angela Salloker bereits vollständig vom Filmgeschäft zurückgezogen und wandte sich auch danach trotz der früheren Erfolge nur noch sporadisch Filmproduktionen zu.

### Fernsehen
Auch für das Fernsehen stand sie nach dem Krieg nur selten vor der Kamera. Sie spielte jedoch neben ihrer Bühnentätigkeit in Fernsehadaptionen bekannter Bühnen- und Romanvorlagen wie etwa unter der Regie von Peter Beauvais in Ibsens Gespenster (mit Martin Benrath und Martin Held), neben Hannes Messemer in Das Fräulein von Scuderi nach E.T.A. Hoffmann und unter der Regie von Otto Schenk in Der lebende Leichnam nach Leo Tolstoi (mit Helmuth Lohner). Außerdem gab sie Gastauftritte in den Fernsehserien Der Kommissar und Derrick, wo sie in der Episode Ein Kongress in Berlin neben Will Quadflieg eine Professorengattin verkörperte.
Darüber hinaus arbeitete sie als Sprecherin für zahlreiche Hörspiele und seit den 1940er-Jahren – wenn auch seltener – für die Filmsynchronisation. Hier lieh sie ihre Stimme u. a. Jean Arthur (Lebenskünstler) und Alexis Smith (Die Abenteuer des Mark Twain).
Sie war mit dem Schauspielkollegen Armin Dahlen verheiratet, mit dem sie u. a. 1949 in Angela gemeinsam vor der Kamera stand.
Angela Salloker starb 2006 im Alter von 92 Jahren. Sie wurde auf dem Ortsfriedhof St. Peter in Graz (Feld 1, Reihe 4, Grab-Nr. 12) beigesetzt.

## Filmografie
- 1934: Der schwarze Walfisch
- 1934: Hohe Schule
- 1935: Das Mädchen Johanna
- 1936: Mädchenpensionat
- 1937: Der zerbrochene Krug
- 1939: Die Hochzeitsreise
- 1949: Angela (Weißes Gold)
- 1963: Robinson soll nicht sterben (TV)
- 1966: Gespenster (TV)
- 1967: John Gabriel Borkman (TV)
- 1967: König Ödipus (TV)
- 1969: Duett im Zwielicht (TV)
- 1971: Der Kommissar – Kellner Windeck
- 1973: Der Kommissar – Schwarzes Dreieck
- 1973: Der Fußgänger
- 1974: Der Unbestechliche (TV)
- 1976: Das Fräulein von Scuderi (TV)
- 1979: Derrick – Ein Kongress in Berlin
- 1981: Der lebende Leichnam

## Ehrungen
- Aus Anlass des 50. Geburtstages von Adolf Hitler wurde ihr am 20. April 1939 der Titel „Staatsschauspielerin“ verliehen.[2]